# 蘇姆斯凱 (庫皮揚斯克區)
49°39′22″N 37°5′45″E / 49.65611°N 37.09583°E
蘇姆斯凱（烏克蘭語：Сумське）是位於烏克蘭東部的村莊，由哈爾科夫州庫皮揚斯克區的舍夫琴科韦市镇負責管轄。該村處於中巴拉克利卡河畔，始建於1820年，面積1.24平方公里，海拔高度126米，2001年人口113。